# Can Sitjar Gran
Can Sitjar Gran és una antiga masia situada entre el passeig de Valldaura i la ronda de Dalt, prop de Can Baliarda inclosa a l'Inventari del Patrimoni Arquitectònic de Catalunya i catalogada com bé amb interès documental (categoria  D).

## Història
Els Sitjar eren oriünds de Sant Andreu de Palomar i s'establiren en aquesta finca, on es dedicaren al conreu de vinya i hortalisses, que venien a la plaça del Mercat d'Horta. Van deixar aquesta casa per passar a ser masovers a can Sitjar de la plaça del Virrei Amat, que passar a ser coneguda amb el seu nom.
En deixar els Sitjar la casa, passà a mans dels Alcoverro. Els anys 1950 perdé la seva funció agrícola i al seu voltant s'hi construïren edificis d'habitatges. Actualment, és habitada per diverses famílies.

## Arquitectura
Es tracta d'un gran edifici format per un cos central (on es conserva un rellotge de sol) i dues loggies a banda i banda, amb planta baixa, pis i golfes. Molt reformat al decurs dels anys, de la seva antiga estructura conserva les llindes de pedra dels finestrals, d'un balcó i d'un portal adovellat. La façana està estucada amb un encintat que simula maons, probablment del segle xviii, però a través dels trossos malmesos es pot veure la construcció antiga.
Hi ha un gran portal adovellat de mig punt, que devia ser l'entrada principal, dels segles xv-xvi. En èpoques més recents, per tal d'ampliar la seva capacitat d'habitatge, s'hi va aixecar una torratxa.